# Піна (мінний загороджувач)
«Піна» (колишній польський мінний загороджувач ORK Matwa) — річковий мінний загороджувач, облаштований у 1931 році з самохідної баржі, брав участь у Другій світовій війні.

## Історія служби
Самохідну баржу побудовано наприкінці 1920-х років у портових майстернях Marynarka Wojenna у місті Пінськ. У квітні 1931 року судно включили до складу Річкової флотилії ВМС Польщі у якості мінно-хімічного судна під назвою «Монтва» (пол. SMG «Matwa»).
Після вступу Червоної Армії у Західну Білорусь корабель наказом відправлено 13 вересня 1939 року на річку Горинь. З наближенням Червоної армії екіпаж затопив власний корабель на річці Прип'ять 18 вересня того ж року.
Досить швидко, вже 25—30 вересня, радянські водолази знайшли та підняли затоплений корабель. Згодом його відправили на буксирі до Києва. Вперше мінний загороджувач «Піна» Пінської військової флотилії згадано у радянських документах 17 липня 1940 року. Його зенітне озброєння було значно посилене: з 1940 року «Піна» мала чотири 4-ствольні кулеметні установки. Крім того, корабель отримав одну 45-мм гармату. Станом на 1 грудня 1940 року він все ще знаходився на ремонті та переоблаштуванні.
На момент початку німецько-радянської війни «Піна» знаходилася у Пінську, його командиром було призначено лейтенанта Кукуя О. Я. Вже о 9 годині 22 червня 1941 року мінний загороджувач разом з групою моніторів вийшов за наказом до містечка Кобринь, що на Берестейщині. Через півгодини після виходу на бойове завдання група німецьких літаків Bf 110 обстріляла корабель. Мінний загороджувач пошкоджень не зазнав, але його повернули назад до Пінська.
11 липня «Піну» включено до складу Прип'ятського загону річкових кораблів Пінської військової флотилії (ПВФ), адже тільки на цій річці теоретично могли з'явитися ворожі військові кораблі та судна.
Ввечері 23 серпня 1941 року передові загони німецької 111-ї піхотної дивізії, посилені самохідними установками StuG III, розбили погано організовані частини 27-го стрілецького корпусу 37-ї армії Південно-Західного фронту, що відступали за наказом, захопили міст через Дніпро біля села Окунінове та облаштували плацдарм на лівому березі Дніпра. Таким чином кораблі флотилії, що діяли на річці Прип'ять, серед них і «Піна», були відрізані від Києва, де знаходився штаб ПВФ.
У ніч на 26 серпня мінний загороджувач «Піна» разом з іншими кораблями пішов на прорив з півночі у Київ, минаючи німецький плацдарм біля Окунінового. Але він не зміг пройти повз німецькі позиції та вимушений був повернути назад і стати на стоянку біля села Домантове. Вранці 26 серпня корабель загорівся та невдовзі затонув під час артилерійського бою з німцями, що вийшли до правого берега Дніпра. Серед екіпажу корабля загинув від дружнього вогню лише один червонофлотець. Решта екіпажу корабля перейшла на берег, де зайняла оборону. 31 серпня «Піну» виключено із списків кораблів ВМФ за наказом командувача флотом.